# Tunnel Deesen
Der Tunnel Deesen ist ein 338 m langer Eisenbahntunnel der Schnellfahrstrecke Köln–Rhein/Main.
Er verläuft auf dem Gebiet der rheinland-pfälzischen Ortsgemeinde Deesen und trägt daher seinen Namen.
Er nimmt zwei Gleise auf einer Festen Fahrbahn auf, die planmäßig mit 300 km/h befahren werden können.

## Verlauf
Das Nordwestportal liegt beim Streckenkilometer 76,4, das Südostportal beim Kilometer 76,8.
Das Bauwerk verläuft in Verkehrswegebündelung südlich parallel zur Bundesautobahn 3. Die Tunneltrasse verläuft dabei in südöstlicher Richtung in einer Geraden. Die Gradiente fällt in dieser Richtung ab.
Nach einem oberirdischen Streckenabschnitt folgt südöstlich der Oberhaider-Wald-Tunnel. Nordöstlich folgt, nach rund 20 km, als nächster Tunnel der Fernthaltunnel.

## Geschichte

### Planung
Nach dem Planungsstand von Ende 1995 war der Tunnel noch nicht vorgesehen.
Das Bauwerk ist das Ergebnis einer „optimierten Planung“. Ursprünglich war vorgesehen, die Höhendifferenz zwischen Neubaustrecke und Autobahn 3 mit einem Trogbauwerk nördlich der Landesstraße L 306 auszugleichen. Dieses, sowie eine 115 m lange, geplante Stützwand zwischen Bergstraße und Sayntalstraße (Landstraße L304) konnten dadurch entfallen.
Ende 1997 war das Bauwerk mit einer Länge von 338 m geplant. Dies entspricht der später realisierten Länge.

### Bau
Der Tunnel zählte in der Planungs- und Bauphase zum Mittelabschnitt im Los B der Neubaustrecke und wurde von der aus sechs Unternehmen bestehenden ARGE KDD (Arbeitsgemeinschaft Kutscheid, Dernbach/Deesen) errichtet.
Der Tunnel wurde auf ganzer Länge in offener Bauweise erstellt.
Mitte 1999 war er zu zwei Dritteln fertiggestellt.
Im Februar 2000 war er, neben dem Hellenbergtunnel, der einzige fertiggestellte Tunnel im Schnellfahrabschnitt der Neubaustrecke.